# Bruinige druppeltrilzwam
De bruinige druppeltrilzwam (Tremella indecorata) is een schimmel behorend tot de familie Tremellaceae. Het is een biotrofe parasiet die leeft op bepaalde ascomyceten (hij is bekend van het wilgenschorsschijfje (Diatrype bullata). Hij wordt aangetroffen in wilgenvloedbos.

## Verspreiding
De bruinige druppeltrimzwam komt in Nederland zeer zeldzaam voor.